# Chlorospingus
Chlorospingus es un género de aves paseriformes perteneciente a la familia Passerellidae, conocidos vulgarmente como clorospingos. Se distribuyen por América Central y del Sur.

## Especies
Se reconocen las siguientes:
- Chlorospingus flavopectus
- Chlorospingus tacarcunae
- Chlorospingus inornatus
- Chlorospingus semifuscus
- Chlorospingus pileatus
- Chlorospingus parvirostris
- Chlorospingus flavigularis
- Chlorospingus flavovirens (o Bangsia flavovirens según HBW[5] y la IOC World Bird List versión 8.1 en pruebas)
- Chlorospingus canigularis